# Лінгвокібернетика
Лінгвокібернетика — наука, що вивчає механізми кібернетичного моделювання у лінгвістиці. Основна мета лінгвокібернетики — створення штучного інтелекту (ШІ) (Artificial Intelligence (AI)).

## Причини виникнення

### Проблема
Керування автоматичними комп'ютерними системами за допомогою природної мови

### Шляхи розв'язання
1. формальний опис мови
2. встановлення взаємозв'язку між лінгвістикою і кібернетикою

## Зв'язки з іншими дисциплінами
Лінгвокібернетика — суміжна дисципліна, що пов'язана з:
- Математикою
- Статистикою
- Логікою
- Нейрофізіологією
- Теорією лінгвістичних автоматів
- Теорією комунікації
- Теорією інформації
- Соціологією
- Інженерією знань